# Scipopus alvarengai
Scipopus alvarengai är en tvåvingeart som beskrevs av Albuquerque 1972. Scipopus alvarengai ingår i släktet Scipopus och familjen skridflugor. Inga underarter finns listade i Catalogue of Life.